# Mammillaria mathildae
Mammillaria mathildae es una especie perteneciente a la familia Cactaceae. Se distribuye al este de la ciudad de Querétaro en México de donde es endémica. Su hábitat natural es el bosque tropical caducifolio y el matorral crasicaule. Es considerada como una especie en peligro de extinción debido a la pérdida de hábitat. 

## Descripción
Es una planta perenne carnosa y globosa, de color verde obscuro. Los ejemplares silvestres llegan a medir hasta 6 cm de altura. Presenta entre 11 y 12 espinas radiales y una espina central, de color café rojizo, que termina en gancho. Sus flores son blancas con el centro de color rosa.

## Taxonomía
Mammillaria mathildae fue descrita por Kraehenb. & Krainz y publicado en Kakteen und Andere Sukkulenten 24(12): 265. 1973.
Etimología
Mammillaria: nombre genérico que fue descrita por vez primera por Carolus Linnaeus como Cactus mammillaris en 1753, nombre derivado del latín mammilla = tubérculo, en alusión a los tubérculos que son una de las características del género.
mathildae: epíteto que  honra a Mathilde Wagner de Cadereyta de Montes, en el estado mexicano de Querétaro, que descubrió la especie.
Sinonimia
- Mammillaria fittkaui